# Удовиченко, Николай Николаевич
Никола́й Никола́евич Удовиче́нко (род. 19 января 1962) — российский дипломат. Чрезвычайный и полномочный посол (2021).

## Биография
Окончил МГИМО МИД СССР (1984). На дипломатической работе с 1984 года. Владеет английским и венгерским языками.
- В 2004—2005 годах — начальник отдела Второго Департамента стран СНГ МИД России.
- В 2005—2013 годах — заместитель директора Второго Департамента стран СНГ МИД России.
- С 1 апреля 2013 по 20 апреля 2018 года — чрезвычайный и полномочный посол Российской Федерации в Нигерии[1][2].
- С 30 января 2019 по 18 июня 2024 года — чрезвычайный и полномочный посол Российской Федерации в Кыргызстане[3][4].

## Награды
- Орден Дружбы (4 мая 2022) — За большой вклад в реализацию внешнеполитического курса Российской Федерации и многолетнюю дипломатическую службу[5].
- Медаль ордена «За заслуги перед Отечеством» II степени (24 мая 2010) — за За большой вклад в развитие российско-белорусских отношений[6].

## Дипломатический ранг
- Чрезвычайный и полномочный посланник 2 класса (17 декабря 2008)[7].
- Чрезвычайный и полномочный посланник 1 класса (22 декабря 2015)[8].
- Чрезвычайный и полномочный посол (13 сентября 2021)[9].

## Семья
Женат, имеет взрослых сына и дочь.